# Springfield, Queensland
Springfield är en förort till staden Ipswich i Australien. Den ligger i kommunen Ipswich och delstaten Queensland, omkring 23 kilometer sydväst om delstatshuvudstaden Brisbane. Antalet invånare är 6 618.
Runt Springfield är det ganska glesbefolkat, med 27 invånare per kvadratkilometer.. Närmaste större samhälle är Logan City, omkring 19 kilometer öster om Springfield. 
I omgivningarna runt Springfield växer huvudsakligen savannskog. Genomsnittlig årsnederbörd är 1 252 millimeter. Den regnigaste månaden är januari, med i genomsnitt 248 mm nederbörd, och den torraste är oktober, med 34 mm nederbörd.